# Лудянское сельское поселение
Лудянское сельское поселение — муниципальное образование в составе Нолинского района Кировской области России.
Центр — село Лудяна.

## География
Расположено на северо-западе района. Граничит:
- на севере с Татауровским сельским поселением,
- на западе с Советским районом,
- на юге с Шварихинским сельским поселением,
- на юго-востоке с Рябиновским сельским поселением,
- на востоке с Кырчанским сельским поселением,
- на северо-востоке с Сунским районом.

## История
Лудянское сельское поселение образовано 1 января 2006 года согласно Закону Кировской области от 07.12.2004 № 284-ЗО.

## Население
| 2010 | 2012 | 2013 | 2014 | 2015 | 2016 | 2017 |
| ---- | ---- | ---- | ---- | ---- | ---- | ---- |
| 616  | ↘572 | ↘541 | ↘498 | ↘477 | ↘455 | ↘429 |
| 2018 | 2019 | 2020 | 2021 |      |      |      |
| ↘419 | ↘396 | ↘374 | ↘305 |      |      |      |

## Состав
В поселение входят 10 населённых пунктов (население, 2010):
| Населённый пункт       | Численность населения | ОКТМО          | Расстояние до центра поселения, км | Индекс | Координаты                      |
| ---------------------- | --------------------- | -------------- | ---------------------------------- | ------ | ------------------------------- |
| село Лудяна            | 251                   | 33 227 828 001 | -                                  | 613461 | 57°43′40″ с. ш. 49°42′53″ в. д. |
| деревня Белоусово      | 0                     | 33 227 828 008 | 13                                 | 613460 | 57°38′26″ с. ш. 49°46′13″ в. д. |
| село Верхоишеть        | 132                   | 33 227 828 009 | 18                                 | 613464 | 57°41′39″ с. ш. 49°29′59″ в. д. |
| село Лудяна-Ясашинская | 147                   | 33 227 828 010 | 6                                  | 613460 | 57°41′26″ с. ш. 49°44′55″ в. д. |
| деревня Мезень         | 14                    | 33 227 828 011 | 9                                  | 613460 | 57°40′57″ с. ш. 49°44′53″ в. д. |
| деревня Редькины       | 42                    | 33 227 828 002 | 4                                  | 613461 | 57°42′54″ с. ш. 49°42′59″ в. д. |
| деревня Слободчики     | 30                    | 33 227 828 004 | 2                                  | 613461 | 57°43′20″ с. ш. 49°42′37″ в. д. |
| деревня Хорьки         | 0                     | 33 227 828 005 | 5                                  | 613461 | 57°42′41″ с. ш. 49°42′40″ в. д. |